# ブラック・ショーマンと名もなき町の殺人
『ブラック・ショーマンと名もなき町の殺人』（ブラック・ショーマンとなもなきまちのさつじん）は、東野圭吾による日本の長編推理小説。ブラック・ショーマンシリーズの第1作。

## 概要
元教師の父を何者かに殺害された結婚式を間近に控える女性が、元マジシャンの叔父が仕掛ける奇抜な知恵と巧妙なトリックで警察や犯人に挑み、真相に迫るミステリー。
2020年11月30日に光文社から書下ろしで単行本が刊行され、2023年11月14日に光文社文庫版が刊行された。
2024年1月24日に続編となる『ブラック・ショーマンと覚醒する女たち』（ブラック・ショーマンとかくせいするおんなたち）が光文社から刊行された。
2025年に福山雅治主演で映画版が公開予定。

## あらすじ
結婚式を2か月後に控える神尾真世のもとに、元教師の父・英一が殺害されたという悲報が届く。真世は寂れた観光地を活気づけようとする計画が進んでいた町で起こったこの事件の真相を知りたいと願うが、警察は捜査情報を一切教えようとしない。しかし、そこに元マジシャンの叔父・武史が現れる。「警察より先に真相を突き止める」と宣言する武史は、マジックで培った手先の器用さと巧みな誘導尋問で警察を出し抜き、卓越した洞察力で真世とともに父の死の真実に迫っていく。

## 登場人物

### 主要人物
神尾 武史（かみお たけし）
真世の叔父。英一の弟。50歳。元マジシャンで恵比寿のバー「トラップハンド」のマスター。
長身で痩せ型。ミリタリージャケットにカーゴパンツ姿。端整な顔つきで天然パーマの髪は肩まで伸びており無精髭。
高校卒業後にボストンに渡りマジシャン養成学校で修行し、サムライ・ゼンのショーネームで全米をまたにかけ活躍していた。
神尾 真世（かみお まよ）
都内の不動産会社に勤務する建築士。30歳。結婚式を2か月後に控える中、父・英一を何者かに殺害される。
中学時代は父の勤務する中学校の生徒で、一部の同級生から「父の盗聴器」と言われることに悩んでいた。
神尾 英一（かみお えいいち）
真世の父。62歳。真世も通っていた中学校の元国語教師。丸眼鏡がトレードマーク。教育熱心で生徒から慕われていた。
妻の和美が亡くなり一人暮らしをしていた自宅の裏庭で、畳んだ段ボールを被せられたノーネクタイにスーツ姿の絞殺体が発見される。

### 真世の同級生
真世の中学時代の同級生。42期生。英一の元教え子たち。
池永 桃子（いけなが ももこ）
一児の母。真世と仲が良かった地元の幼馴染。旧姓は本間（ほんま）。真世は桃子と呼んでいる。
本来は横浜在住だが、夫が関西に単身赴任したのを機に、2歳の息子と実家に帰省している。
釘宮 克樹（くぎみや かつき）
初連載した漫画『幻脳ラビリンス』（幻ラビ）を大ヒットさせた漫画家。中学時代は漫画オタクとか、ひょろひょろ釘と馬鹿にされていた。
津久見と仲が良く、よく一緒にいたため「津久見のコバンザメ」といわれていた。
津久見 直也（つくみ なおや）
クラスのリーダー格だった男子生徒。逞しい体格に精悍ではあるが少年っぽさの残る顔つき。
中学時代、真世は彼に惹かれていたが、14歳のときに白血病のため若くして亡くなる。
九重 梨々香（ここのえ りりか）
有名広告代理店「報通」の社員。仕事で幻ラビに関わりを持ち、釘宮の実質的なマネージャー役。
中学時代は女子のリーダー格で、ココリカと呼ばれていた。言動が派手で勝ち気。
柏木 広大（かしわぎ こうだい）
柏木建設の副社長。町おこしで計画されていたが中止となった施設「幻ラビ・ハウス」の建築工事を請け負っていた。
釘宮に幻ラビのキャラクターの像を町の公園に設置して「幻ラビ・パーク」にする新たな計画を許可してもらえるよう働きかける。
牧原 悟（まきはら さとる）
地方銀行「三つ葉銀行」の行員。細長い馬面に痩せ型。英一の葬儀に参列し、英一が自分の話をしていなかったか真世に確認する。
沼川 伸介（ぬまかわ しんすけ）
居酒屋の経営者。小太り。
原口 浩平（はらぐち こうへい）
酒屋「原口商店」の店主。地元唯一の醸造所「萬年酒蔵」の社長の親戚。
本醸造酒のラベルに幻ラビのキャラを使用する許可を釘宮へ交渉するのに、口添えを頼むため訪問した英一の自宅で彼の遺体を発見する。
杉下 快斗（すぎした かいと）
IT企業の社長。長めの髪に緩めのパーマ。黒縁眼鏡。エリート意識が強く自慢したがりで、渾名が「エリート杉下」。
中学卒業後に東京の大学付属の私立高校に進学し以降は東京暮らしだったが、コロナを避けるため最近帰省している。
鈴木（すずき）
同窓会の司会役。

### 県警
柿谷（かきたに）
所轄の中年刑事。刑事課の係長。警部補。背は高くないが体の幅があり貫禄を感じさせる。英一の元教え子。
木暮 大介（こぐれ だいすけ）
県警本部から英一の殺害事件の捜査応援に来た警部。キツネのように細い目をした男。
前田（まえだ）
県警本部から捜査応援に来た若い刑事。巡査長。

### 真世の親族
神尾 和美（かみお かずみ）
真世の亡き母。英一の亡妻。旧姓は芝垣。
神尾 富子（かみお とみこ）
真世の祖母。英一、武史の母。真世が小学6年のときに亡くなっている。
真世は祖母の通夜に際し初めて武史の存在を明かされ、祖母の葬儀で初めて目撃する。
神尾 康英（かみお やすひで）
真世の祖父。英一、武史の父。英語教師。真世が生まれて間もないころに肺癌で亡くなっている。
高校卒業後、アメリカでマジシャンの修業をするという武史から資金借入の申し出を受けると、希望額の倍の2百万円を貸与する。
幹子（みきこ）
真世の伯母。母・和美の姉。口が達者で早口。

### その他
中條 健太（なかじょう けんた）
真世の婚約者。37歳。不動産会社の先輩社員で社内恋愛を経て真世にプロポーズし、5月に結婚式を控える。栃木出身。
野木（のぎ）
葬儀社の社員。小柄な体格。空豆を連想させる顔立ち。
英一の葬儀にコロナ感染に配慮し密を避けるオンライン葬儀を提案する。
池永 良輔（いけなが りょうすけ）
桃子の夫。大手レジャー企業「東亜ランド」の社員。関西に単身赴任中。英一の元教え子。37期生。
池永 貢（いけなが みつぐ）
桃子と良輔の息子。2歳。
津久見 絹恵（つくみ きぬえ）
津久見の母。50歳を過ぎたぐらい。「つくみ美容室」の美容師。背が高くショートヘアーで小顔。英一の葬儀に参列する。
森脇 敦美（もりわき あつみ）
英一の元教え子。26歳。46期生。英一の葬儀に参列し、牧原も参列していなか真世に確認する。
森脇 和夫（もりわき かずお）
敦美の父。やり手の実業家でいくつもの大企業の役員を務め、9年前までアメリアにいた。
帰国後、セミリタイア状態で町内活動に積極的に参加していたが、去年の4月にコロナ感染による肺炎で亡くなっている。

## 書誌情報
- 東野圭吾『ブラック・ショーマンと名もなき町の殺人』
  - 単行本：2020年11月30日発売[1]、光文社、ISBN 978-4-334-91372-4
  - 文庫本：2023年11月14日発売[2]、光文社文庫、ISBN 978-4-334-10117-6

## 映画
『ブラック・ショーマン』のタイトルで2025年9月12日に公開予定。監督は田中亮、主演は福山雅治。

### キャスト
- 神尾武史：福山雅治
- 神尾真世：有村架純[4]
- 釘宮克樹：成田凌[6]
- 池永桃子：生田絵梨花[7]
- 柏木広大：木村昴[8]
- 原口浩平：森永悠希[8]
- 牧原悟：秋山寛貴（ハナコ）[8]
- 杉下快斗：犬飼貴丈[9]
- 九重梨々香：岡崎紗絵[9]
- 津久見直也：西浦心乃助[10]
- 池永良輔：森崎ウィン[7]
- 柿谷誠一：丸山智己[11]
- 津久見絹恵：濱田マリ[11]
- 中條健太：伊藤淳史[9]
- 木暮大介：生瀬勝久[7]
- 神尾英一：仲村トオル[6]

### スタッフ
- 原作：東野圭吾『ブラック・ショーマンと名もなき町の殺人』（光文社文庫刊）
- 監督：田中亮
- 脚本：橋本夏[4]
- 音楽：佐藤直紀[7]
- テーマソング：「幻界」福山雅治（アミューズ / Polydor Records）[注 2][11][12]
- 製作：臼井裕詞、荒木宏幸、市川南、大給近憲[13]
- プロデューサー：上原寿一、野﨑理、唯野友歩、伴瀬萌[13]
- ラインプロデューサー：田口聖[13]
- 撮影：相馬大輔[13]
- 照明：佐藤浩太[13]
- 美術：棈木陽次[13]
- アートコーディネーター：大野恭一郎[13]
- 美術プロデュース：三竹寛典[13]
- 装飾：近藤美緒[13]
- スタイリスト：二村毅、道端亜未（有村架純）[13]
- 衣装：嶋崎槙人[13]
- ヘアメイク：坂本敦子、新宮利彦（福山雅治）、倉田明美（有村架純）[13]
- 録音：高須賀健吾[13]
- 編集：河村信二[13]
- VFXスーパーバイザー：赤羽智史[13]
- 選曲：大森力也[13]
- 音響効果：壁谷貴弘[13]
- スクリプター：荒澤志津子[13]
- マジック監修：KiLa[13]
- 劇中漫画作画：凸ノ高秀[13]
- キャスティング：日比恵子、川村恵[13]
- 助監督：向井澄、髙土浩二[13]
- 制作担当：竹井政章、緒方裕士[13]
- 配給：東宝[4]
- 制作プロダクション：AOI Pro.[14]
- 製作：映画『ブラック・ショーマン』製作委員会（フジテレビジョン、アミューズクリエイティブスタジオ、東宝、光文社）[4][15]